# Infecció del tracte respiratori
La infecció del tracte respiratori es refereix a qualsevol dels nombrosos tipus de malaltia infecciosa del tracte respiratori.
Normalment es classifiquen com a 
- Infecció del tracte respiratori superior, per exemple: refredat, faringitis, laringitis[1]

Morts per infeccions respiratòries per milió de persones el 2012
24-120
121-151
152-200
201-244
245-346
347-445
446-675
676-866
867-1.209
1.210-2.090

Anys de vida ajustats per discapacitat per les infeccions respiratòries per 100,000 habitants el 2012.
1.590-4.629
4.778-5.367
5.457-5.457
5.636-8.258
8.418-11.052
11.433-18.141
19.869-21.236
22.313-22.313
22.855-60.079
60.475-148.056

- Infecció del tracte respiratori inferior, per exemple: bronquitis, pneumònia. Tendeixen a ser més greus que les del tracte respiratori superior.[2][3]

## Efectes de l'exercici físic
La Col·laboració Cochrane va publicar en la seva revista una revisió sistemàtica sobre l'exercici com a prevenció, possible disminució de la gravetat i durada de les infeccions respiratòries agudes. Segons les conclusions dels autors "L'exercici no va reduir el nombre d'episodis d'IRA o la proporció de participants que van experimentar almenys una IRA durant l'estudi, però sí la seva severitat".